# Flora Thompson
Flora Thompson (5 de diciembre de 1876 – 21 de mayo de 1947) fue una novelista y poeta inglesa, conocida por su obra semiautobiográficaTrilogía de Candleford, que relata la vida campo inglesa en la época victoriana.

## Familia y primeros años
Su nombre de nacimiento era Flora Jane Timms. Nació en Cerro Enebro, ubicado en el nordeste de Oxfordshire. Fue la hija mayor de Albert y Emma Timms, un albañil y una niñera, respectivamente. Albert y Emma tuvieron doce hijos de los cuales sólo seis sobrevivieron. Una de sus hermanas más jóvenes fue Betty Timms, conocida por el libro infantil El Hombrecito Gris del Páramo. La educación temprana de la joven Flora tuvo lugar en la escuela parroquial del pueblo de Cottisford.
En 1891, a la edad de 14 años, Flora se mudó a Fringfordpara desempeñarse en la oficina de correo del pueblo, el cual se ubica aproximadamente a 4 millas (6.4) nordeste de Bicester. Flora estuvo bajo el tutelaje de  la administradora de correos, la Señora Kezia Whitton. Más tarde Flora trabajó en otras oficinas de correo, incluyendo oficinas en Grayshott, Yateley, y Bournemouth.
En 1903  se casó con John William Thompson, empleado de oficina del correo y telegafista de la Isla de Wight. El casamiento se realizó en la Iglesia Parroquial Twickenham, después de lo cual se mudaron a Bournemouth donde  tuvieron una hija, Winifred Grace (1903), y un hijo, Henry Albahaca (1909).  En 1916  se mudaron a Liphook donde tuvieron dos años después a su segundo hijo, Peter Redmond. El hermano preferido de Thompson, Edwin, fue asesinado cerca de Ypres en 1916.

## Producción literaria
Como escritora autodidacta, Thompson comenzó a pensar en 1922 en escribir acerca de su niñez. En 1911  había ganado una competencia de ensayo con la presentación de  El compañero de las señoras, un ensayo de aproximadamente 300 palabras cuyo tema fue la escritora  Jane Austen. Su hermana más joven, Ethel Elizabeth 'Betty' Timms compartió su amor por la escritura, y el éxito de Betty con la publicación del libro infantil, El Hombrecito Gris del Páramo, publicado en 1926, animó a Flora a escribir sus propios libros.
Continuó escribiendo extensamente, llegando a publicar cuentos y artículos en revistas y periódicos. Ella también era una gran naturalista autodidacta y muchos de sus artículos sobre la naturaleza fueron antologizados en 1986. 
En 1938 Thompson envió algunos ensayos sobre su niñez en el campo a la editorial de la Universidad de Oxford.  Sus ensayos fueron aceptados y publicados en tres volúmenes separados: Lark Rise (1939), Over to Candleford (1941), y Candleford Green (1943). En 1945 los libros fueron republicados como trilogía bajo el título Lark Rise to Candleford. La trilogía es una historia autobiográfica de su juventud ligeramente disfrazada, donde se describe la vida en una aldea, un pueblo, y una población rural en el 1880s.
Dos de sus trabajos tardíos y menos conocidos fueron publicados de manera póstuma. Uno de ellos Heatherley, relata su tiempo desempeñándose en la oficina de correo en Grayshott. En este momento tomaron forma muchos de sus intereses que tendría durante toda su vida: el anhelo de educación y cultura y cultura y el deseo de convertirse en escritora; además de su último libro Still Glides the Steam.

## Recepción por parte de la crítica
En 1994 H. J. Massingham dijo de Thompson "Posee atributos tanto de presentación comprensiva como de poder literario, a tal grado que sus declamaciones difícilmente pueden ser cuestionadas". Se ha dicho de los ensayos de Thompson que revelan un conocimiento impresionante de la literatura inglesa y que cuentan con un don para escribir prosa de forma inteligente y accesible a una audiencia general. Thompson se acercó a la escritura novel como proceso artístico y sus descripciones de naturaleza son notablemente poéticas.
La biógrafa de Thompson, Gillian Lindsay, dijo "esta chica cuya formación elemental no fue suficiente para permitirle tomar el examen de Servicio Civil, ha escrito un libro clásico, una pieza de literatura duradera", mientras que Shuckburgh considera que su "pasión y control" hicieron a Thompson tan buena escritora. Su artículo en el Diccionario de Oxford de Biografías Nacionales dice "Pocos trabajos capturan mejor o más elegantemente la caída de la Inglaterra victoriana rural".
La trilogía de Thompson ha sido muy utilizada como fuente primaria para el estudio de la historia social del periodo que escribe, a pesar de que algunos historiadores prsentan expresas reservas en cuanto a la validez de la trilogía para tal propósito.

## Muerte
La muerte del hijo más joven de Thompson durante la Segunda Guerra Mundial la afectó profundamente y eclipsó sus últimos años. Murió en 1947 de un ataque al corazón en Brixham, y está enterrado en Longcross Cementerio, Dartmouth, Devon.

### Novelas
- Colina de las Alondras (1939)
- Candleford (1941)
- Candleford Green (1943)
- Trilogía de Candleford (1945, las tres novelas anteriores se publicaron como trilogía)
- Still Glides the Stream (1948, publicado de forma póstuma)
- Heatherley (1944, publicado de forma póstuma primero en A Country Calendar 1979 junto con  Peverel Papeles y algunos poemas; luego como volumen único en 1998)
- Puertas del Edén (publicado de forma seriada en El Peverel Mensual y editado por Thompson en los últimos años de 1920 pero nunca publicado como un volumen separado)
- Dashpers (Novela inacabada , inédita)

### Artículos de naturaleza
- The Peverel Papers (la versión abreviada se publicó en 1986; la versión completa en 2008)